# Лисик Євген Микитович
Євге́н Мики́тович Ли́сик (21 вересня 1930, с. Шнирів, нині Золочівського району Львівської області — 4 травня 1991, Львів) — український театральний художник. Чоловік художниці по костюмах Оксани Зінченко. Батько художниці Анни Лисик.

## Життєпис

Надгробок Євгена Лисика на Личаківському цвинтарі у Львові

Народився у селянській родині. Рано втратив матір, хлопчика виховували батько і дід. У 1937 році розпочав навчання у місцевій початковій школі. Разом з батьком відвідував сільський театр, що був розташований у Народному домі.
Навчався у Львівському інституті прикладного та декоративного мистецтва (учень Романа Сельського). Відрахований з інституту 1959 року у розпал антиабстракціоністської кампанії. Через рік поновлений, однак ідеологічний тиск на митця продовжувався. 1961 року закінчив навчання. Від того ж року працював у Львівському театрі опери та балету (від 1967 — головний художник). 1967 року став лауреатом Обласної премії імені О. Гаврилюка. 1971 відзначений Державною премією УРСР імені Тараса Шевченка. 1975 року отримав звання Народного художника УРСР. Оформив близько 100 сценічних декорацій.
Помер  4 травня 1991 року у Львові. Похований на Личаківському цвинтарі, поле № 67. 2005 року на могилі встановлено пам'ятник авторства скульптора Романа Петрука і архітектора Костя Присяжного.

## Вистави
- Балет «Болеро» на музику Моріса Равеля (1962)
- Опера «Золотий обруч» Бориса Лятошинського (1971).
- Опера-балет «Вій» Віталія Губаренка (1985).
- Балет «Лускунчик» Петра Чайковського (1986).
- «Створення світу» Андрія Петрова (1987).
- Балет «Спартак» Арама Хачатуряна (1987).
- «Дон Жуан» Вольфганга Амадея Моцарта (1987 — в Ленінградському театрі опери та балету імені Сергія Кірова).
- «Ромео і Джульєтта» Сергія Прокоф'єва (1988).

Також ставив вистави у музичних театрах Білорусі, Росії, Туреччини, Македонії (тоді — Югославії), Польщі, Молдові.

## Фільмографія
- 1987 — «Данило — князь Галицький» (у співавт.)

## Пам'ять
Від 1992 року у Львівській політехніці студентами створено серію експериментальних проектів «Дому Лисика» — виставкового приміщення для збереження та експонування художньої спадщини митця.
З 19 січня по 9 березня 2025 року у львівському Центрі інтелектуального мистецтва Меркурій пройшов виставковий проєкт «Лисик», присвячений українському художнику-сценографу Євгенові Лисику – перша масштабна виставка, яка широко презентує творчість Лисика як художника театру. Командою центру зібрано на одній локації численний доробок митця: інсталяції, макети до вистав, фотографії, ескізи костюмів і сценографій.